# Encentrum listense
Encentrum listense är en hjuldjursart som beskrevs av Tzschaschel 1979. Encentrum listense ingår i släktet Encentrum och familjen Dicranophoridae. Inga underarter finns listade i Catalogue of Life.